# DJ Ross
DJ Ross, pseudonimo di Rossano Prini (Mariano Comense, 13 agosto 1973), è un disc jockey e produttore discografico italiano.

## Biografia
Rossano Prini, noto come Dj Ross, è uno dei nomi più noti della scena dance italiana. La sua carriera è iniziata negli anni '90 come dj resident in alcuni dei migliori club del Nord Italia. Nel 1993 entra a far parte della casa discografica Discomagic, per poi cambiare con la Self Distribuzione. La sua prima produzione di successo è stata "Happymen - Love Is You" con Do It Yourself, in seguito, per oltre un anno ha lavorato alla E-mail Records. Nel '98 è diventato A&R manager per Time Records, gestendo la Spy Records e continuando a produrre in studio nuove hits, come "THE LAWYER - I Wanna MMM", l'intero progetto "E-Magic" e subito dopo inizia a collaborare con Luca Mensi producendo Tristano De Bonis noto come MAGIC BOX, che con i brani 'Carillon', '4 Your Love', 'If You', ecc. ”, scalò le classifiche internazionali. Poi arrivò“ ERIKA ” con 'Relations', 'Save My Heart', 'I Don't Know' e 'Ditto', canzoni scritte dal fratello Tristano e prodotte dal duo Mensi-Prini, che hanno raggiunto le vette delle classifiche di vendita in molti paesi del il mondo. Contemporaneamente, insieme a Paolo Sandrini, inizia il progetto DJ ROSS con il brano "Dreamland", poi "Emotion". Nel 2007 Dj Ross approda a m2o Radio, dove conduce il programma radiofonico "The Bomb". Dal 2010 a marzo 2019 è stato il programmatore musicale di m2o Radio. Ha remixato diversi successi, tra cui "O-Zone Dragostea Din Tei", "Moony - I Don't Know Why", "Elen Levon - Wild Child",  "Ligabue - Happy Hour", "Vasco Rossi - L'uomo più semplice" e "Sono Innocente Ma", "Nek - Fatti Avanti Amore", "Marco Mengoni - Io Ti Aspetto ” e molti altri come "Alvaro Soler - La Cintura e La Libertad, LP - Other People ”, “ Francesco Gabbani - Occidentali's Karma ”,“ Wighfield - Saturday Night ”, recentemente“ Hooverphonic - Romantic ” in onda sui network nazionali e poi “Giant Rooks - Wild Stare ” realizzato per Universal Music. A cavallo tra l'estate e l'autunno 2019, Il suo singolo "La Vie" ha avuto un grande successo in Francia, Belgio, Spagna, Russia, Polonia e Scandinavia. Poi il seguito “Le Soleil”, uscito a novembre 2019 e La Liberté uscito nel 2020.

## Discografia

### Singolo
- Dreamland (2002)
- Emotion (2002)
- Smile (2003)
- Lupin (2003)
- Floating In Love (2004)
- Get Up (with DY) (2005)
- Beat Goes On (with DY) (2006)
- To The Beat (with DY) (2007)
- Change (with DY) (2008)
- Please Don't Go (with Double You) (2009)
- U Got The Love (with Sushy) (2011)
- Arabica (2011)
- Baker Street (with Marvin) (2013)
- Flowin' Like The River (with Ramin Rezai) (2015)
- La Vie (with Kumi) (2019)
- Le Soleil (with Kumi) (2019)
- Le Liberté (with Kumi) (2020)